# Скрипун-менезія сірчано-жовта
Скрипун-менезія сірчано-жовта (лат. Menesia sulphurata (Gebler, 1825) — вид жуків з родини вусачів.

## Поширення
Східнопалеарктичний вид упалеарктичному зоогеографічному комплексі. Розповсюджений у Росії, Казахстані.

## Опис
Жук довжиною від 5 до 10 мм. 

## Розвиток
Життєвий цикл виду триває від року до двох. Час льоту жука з травня по червень.